# Tagetes riojana
Tagetes riojana là một loài thực vật có hoa trong họ Cúc. Loài này được M.Ferraro miêu tả khoa học đầu tiên năm 1955.